# 崁腳 (臺南市)
崁腳，是臺灣臺南市仁德區的一個傳統地域名稱，位於該區中北部西側。相較於今日行政區，其範圍大致包括仁德里不含東部。
本地區境內主要聚落為崁腳、白崙仔，設有中華醫事科技大學。

## 歷史
台灣日治初期，崁腳地區為一街庄，稱為「崁腳庄」（舊制街庄），隸屬於仁德北里。該庄昔日西邊北段及北邊與虎尾藔庄為鄰，東與一甲庄、塗庫庄、新佃庄為鄰，南邊為田厝庄，西邊南至中段為竹篙厝庄。
1901年（日治明治三十四年）11月11日，全台廢縣廳改設二十廳，該庄隸屬於臺南廳。1904年（明治三十七年）3月31日，該庄編入「仁德區」，隸屬於臺南廳。1909年（明治四十二年）10月25日，全台合併二十廳為十二廳，仁德區仍隸屬於臺南廳。1920年（大正九年）10月1日，全台地方制度大改正，廢十二廳改設五州二廳，該庄改制為「崁腳」大字，隸屬於臺南州新豐郡仁德庄（新制街庄）。
戰後仁德庄改制為仁德鄉，隸屬於臺南縣，大字亦改制為村。1950年（民國39年）10月25日，雲、嘉、南分治，仁德鄉仍隸屬於臺南縣。2010年（民國99年）12月25日，臺南縣、市合併為直轄臺南市，仁德鄉改制為仁德區，村亦改制為里。

## 聚落
本地區發展較早的聚落為崁腳、白崙仔，在日治初期的官方地圖上已有記載。

## 交通
國道1號又稱「中山高速公路」，是貫穿台灣西部的兩條縱向高速公路之一，經過本地區東部北側邊界地帶，並在市道182號交會處設有台南交流道。由此可快速前往國道1號沿線各地。
市道182號是台南至七星洋的道路，經過本地區北部的崁腳聚落。由該道路西行可前往東區、中西區，並止該區西側邊界處的省道台17線路口；東行經國道1號台南交流道後，可前往仁德區仁德市區、歸仁區、關廟區、龍崎區等地。

## 學校
- 中華醫事科技大學
- 臺南市私立城光國民中學（已停招）

## 醫療機構
- 衛生福利部嘉南療養院